# 查爾斯·斯耐德
查爾斯·斯奈德（英文：Charles Richard "Rick"  Snyder，1944年—2006年），是一名專門研究正向心理學美國心理學家，他曾是堪薩斯大學傑出的臨床心理學教授，亦是《社會與臨床心理學雜誌》的編輯。他在2006年逝世。

## 學歷
查爾斯·斯奈德在南方衛理公會大學獲得博士學位，然後在范德比爾特大學獲得了臨床心理學博士學位。查爾斯·斯奈德在臨床心理學、社會心理學、人格心理學及健康心理學方面擁有著名的研究成果。 他的理論涉及人們對個人反饋的反應，人類對獨特性的需求，無罪辯解的無處不在的驅動力以及希望動機。

## 職業生涯
查爾斯·斯奈德的整個職業生涯都在堪薩斯大學任職， 並成為正向心理學領域的先驅，並撰寫了該領域的第一本教科書《正向心理學》。查爾斯·斯奈德在希望和寬恕方面的研究工作而著名，並發表了對人類對獨特性的需求及對藉口和寬恕的驅使的理論。 查爾斯·斯奈德的希望理論強調目標導向的思維，即一個人同時使用策略性思考（發現達到其期望目標的途徑的感知能力）及動機性思考（使用這些途徑的必要動機）。查爾斯·斯奈德在2000年參與了電視台節目《早安美國》，與現場觀眾進行實驗，讓觀眾了解他的希望理論。

## 著作
- 《牛津大學正向心理學手冊》 與沙恩·洛佩茲合著
- 《應對，有效的心理學》
- 《心理變化手冊：21世紀的心理治療過程和實踐》查爾斯·斯奈德及瑞克·英格拉姆編